# Dysderina principalis
Dysderina principalis là một loài nhện trong họ Oonopidae.
Loài này thuộc chi Dysderina. Dysderina principalis được Eugen von Keyserling miêu tả năm 1881.